# Enrico Lübbe
Enrico Lübbe (* 9. April 1975 in Schwerin) ist ein deutscher Theaterregisseur und Intendant. Seit 2013 leitet er das Schauspiel Leipzig.

## Leben
Enrico Lübbe spielte als Elfjähriger in der sechsteiligen DDR-Fernsehserie Alfons Zitterbacke die Titelrolle. Er absolvierte 1993 das Abitur am Goethe-Gymnasium Schwerin und studierte anschließend von 1993 bis 1999 Kommunikations-, Medien- und Theaterwissenschaften an der Universität Leipzig. Danach begann er als Regieassistent am Schauspiel Leipzig. 1999 folgte dort sein Regiedebüt, nachdem er ab 1998 am Schauspiel Leipzig mit Regisseuren wie Wolfgang Engel, Armin Petras und Thomas Bischoff zusammengearbeitet hatte. In Leipzig war er zwischen 2000 und 2004 als fester Hausregisseur tätig. Seit 2001 inszenierte er als Gast unter anderem am Schauspiel Köln, Schauspiel Magdeburg und seit 2004 regelmäßig am Staatstheater Stuttgart und Staatstheater Nürnberg. 2010 feierte er mit der Inszenierung von Gerhart Hauptmanns Rose Bernd am Residenztheater des Bayerischen Staatsschauspiels sein Münchendebüt. 2011 eröffnete er die Spielzeit am Schauspiel Frankfurt mit Schillers Die Räuber; 2012 gab er am Berliner Ensemble mit Geschichten aus dem Wiener Wald von Ödön von Horváth sein Hauptstadtdebüt, wurde hierfür für den Friedrich-Luft-Preis nominiert und zu den Ruhrfestspiele Recklinghausen 2013 eingeladen. 2013 inszenierte Lübbe die deutsche Erstaufführung von Manfred Trojahns Orest an der Staatsoper Hannover.
Enrico Lübbe arbeitet kontinuierlich zusammen mit dem Dramaturgen/Regiemitarbeiter Torsten Buß und den Ausstattern Hugo Gretler, Sabine Blickenstorfer, Michaela Barth, Bianca Deigner, Henrik Ahr und Etienne Pluss, sowie den Bühnenmusikern Philip Frischkorn, Peer Baierlein und Bert Wrede. Seine Arbeiten wurden mehrfach ausgezeichnet und zu nationalen und internationalen Festivals eingeladen.
Von 2008 bis 2013 war Enrico Lübbe Schauspieldirektor in Chemnitz. Unter seiner Leitung wurde das Schauspiel Chemnitz zu den Mülheimer Theatertagen und Autorentheatertagen in Berlin eingeladen und von den Kritikerjahresumfragen der Fachzeitschriften Theater heute und Die Deutsche Bühne mehrfach ausgezeichnet, unter anderem mit der Nominierung zum „Theater des Jahres“ 2010 und 2012. Der neugegründete Theaterjugendclub wurde sowohl zum ZDF-Festival „Schüler spielen Sturm und Drang“ als auch zum „Berliner Theatertreffen der Jugend 2010“ und erneut zum „Berliner Theatertreffen der Jugend 2011“ eingeladen. 2012 gastierte das Schauspiel Chemnitz bei den slowenischen Theatertagen in der europäischen Kulturhauptstadt Maribor.
Zur Spielzeit 2013/14 wurde Enrico Lübbe Intendant am Schauspiel Leipzig. Sein Regiedebüt als Leipziger Intendant gab Enrico Lübbe mit Emilia Galotti. 2014 inszenierte er die Welturaufführung von Richard Yates’ Zeiten des Aufruhrs.
Das Schauspiel Leipzig wurde unter Lübbe eingeladen zum Heidelberger Stückemarkt 2014, 2015, 2018, 2021, 2022, 2023 und 2025 zu den Autorentheatertagen Berlin 2014, 2017, 2019, 2020, 2021, 2022, 2023, 2024 sowie zum Festival „Radikal Jung“ 2015, zu den Mülheimer Theatertagen 2014, 2016 und 2019, 2022, 2023 und 2025 und zum Berliner Theatertreffen 2017, 2019 und 2020.
Im Juni 2016 verlängerte die Stadt Leipzig den Intendantenvertrag von Enrico Lübbe vorfristig bis 2023. Am 31. März 2021 erfolgte eine erneute vorfristige Wiederbestellung Lübbes zum Intendanten am Schauspiel Leipzig bis 2027.

## Inszenierungen (Auswahl)
Schauspiel Leipzig
- 2001: ÜBERGEWICHT, unwichtig: UNFORM von Werner Schwab
- 2001: Die Glasmenagerie von Tennessee Williams
- 2002: bash – stuecke der letzten tage von Neil LaBute
- 2003: Romeo und Julia von William Shakespeare
- 2003: Liebelei von Arthur Schnitzler
- 2013: Emilia Galotti von Lessing
- 2014: Zeiten des Aufruhrs von Richard Yates
- 2015: DIE SCHUTZFLEHENDEN / DIE SCHUTZBEFOHLENEN von Aischylos/Elfriede Jelinek[4]
- 2017: Die Massnahme / Die Perser von Bertolt Brecht und Hanns Eisler / Aischylos[5][6][7]
- 2018: Wolken.Heim von Elfriede Jelinek
- 2019: Faust I und II von Johann Wolfgang Goethe
- 2020: Mein Freund Harvey von Mary Chase
- 2020: Winterreise / Winterreise von Wilhelm Müller & Franz Schubert / Elfriede Jelinek
- 2021: Widerstand (Uraufführung) von Lukas Rietzschel[8]
- 2022: Das kalte Herz von Wilhelm Hauff[9][10]
- 2022: LUNA LUNA (Uraufführung) von Maren Kames[11]
- 2024: Woyzeck von Georg Büchner[12]
- 2024: RICHARD III von William Shakespeare[13][14][15]
- 2025: Kein Schicksal. Klytämnestra (Uraufführung) von Nino Haratischwili[16][17]
- 2025: Der Girschkarten (Uraufführung) von Lukas Rietzschel

Deutsches Theater Berlin
2022: Fischer Fritz (Uraufführung) von Raphaela Bardutzky
Schauspiel Köln
- 2002: Vor dem Ruhestand von Thomas Bernhard

Staatstheater Stuttgart
- 2004: Volksvernichtung oder Meine Leber ist sinnlos von Werner Schwab
- 2004: Glückliche Tage von Samuel Beckett

Staatstheater Nürnberg
- 2008: Pornographie von Simon Stephens
- 2009: Motortown von Simon Stephens
- 2009: Eine Familie von Tracy Letts

Schauspiel Chemnitz
- 2008: Endstation Sehnsucht von Tennessee Williams
- 2005/2008: Antigone von Sophokles
- 2009: Urfaust von Johann Wolfgang Goethe
- 2010: Glaube, Liebe, Hoffnung von Ödön von Horváth
- 2010: Woyzeck von Georg Büchner
- 2011: König Lear von William Shakespeare
- 2012: Rechnitz (der Würgeengel) von Elfriede Jelinek, u. a. mit Ellen Hellwig

Bayerisches Staatsschauspiel München
- 2010: Rose Bernd von Gerhart Hauptmann, u. a. mit Juliane Köhler[19]

Schauspiel Frankfurt
- 2011: Die Räuber von Friedrich Schiller

Berliner Ensemble
- 2012: Geschichten aus dem Wiener Wald von Ödön von Horváth, u. a. mit Angela Winkler, Sabin Tambrea und Roman Kaminski[20]

### Operninszenierungen
Staatsoper Hannover
- 2013: Orest von Manfred Trojahn (Deutsche Erstaufführung)

Oper Erfurt
- 2017: Wozzeck von Alban Berg

Oper Bonn
- 2019: Elektra von Richard Strauss[21]

Oper Leipzig
- 2019: Tristan und Isolde von Richard Wagner[22][23]